# Groasis

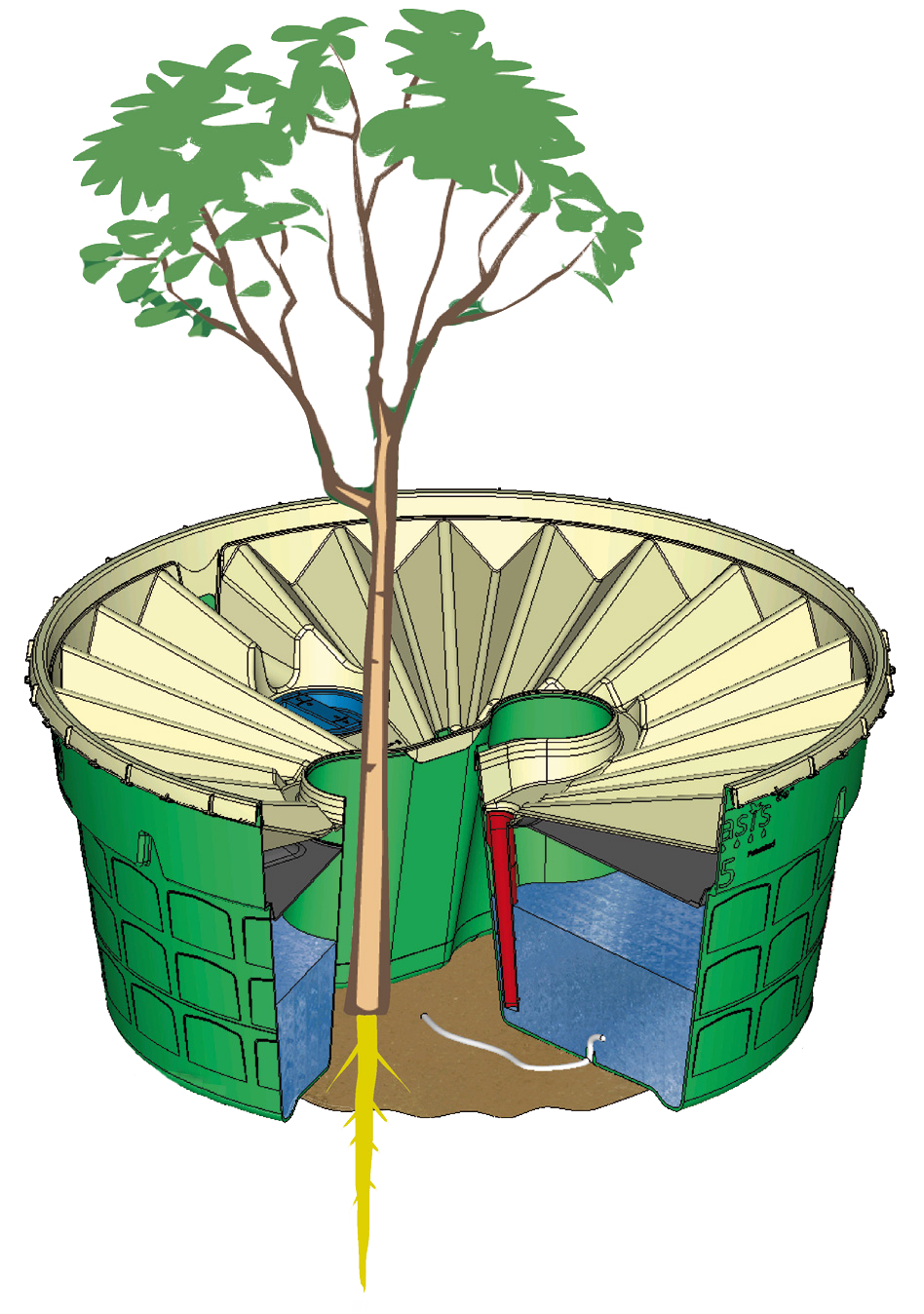
Groasis Waterboxx

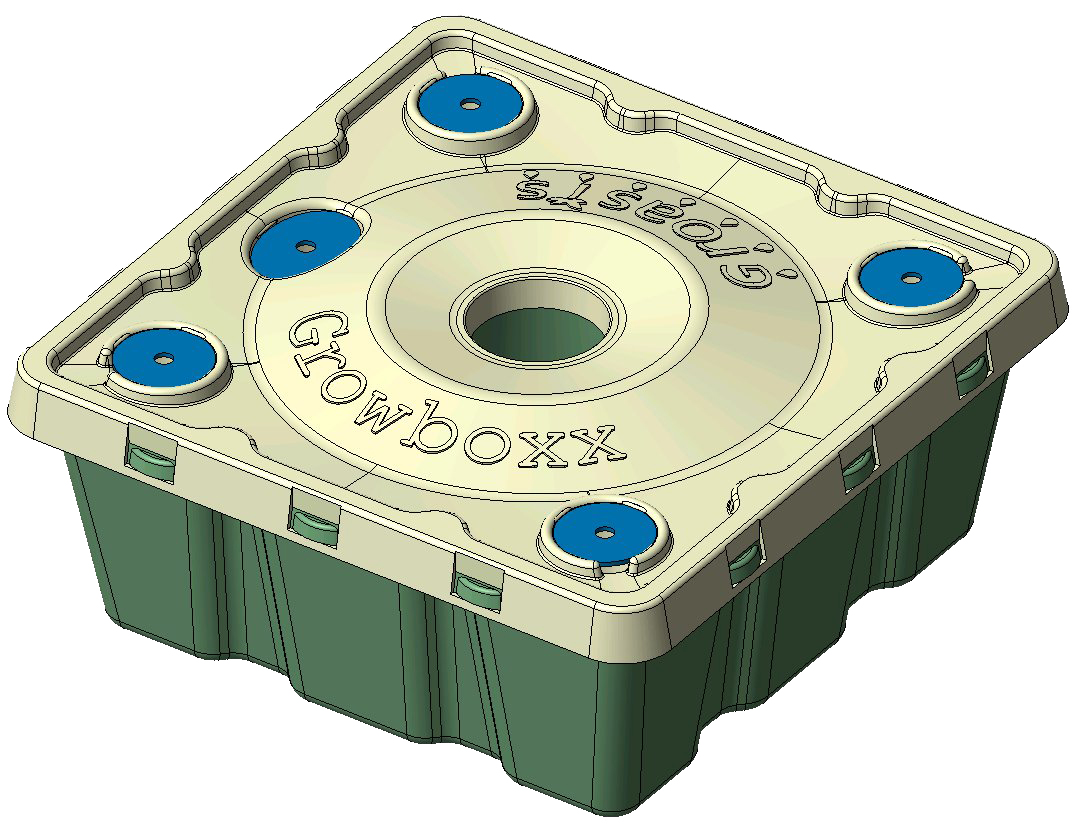
Groasis Growboxx

Groasis ist ein Projekt des niederländischen Pflanzenproduzenten Pieter Hoff (1953–2021), das mit der Groasis Waterboxx und der Groasis Growboxx zwei Formen von Geräten herstellt, die bei der Wiederbegrünung von ariden Flächen benutzt werden können.
Die Waterboxx wird aus Polypropylen hergestellt. Sie speichert Wasser, das sich durch Regenwasser und Tau ergänzt, und gibt durch einen Faden im Boden der Box eine kleine Menge Wasser pro Tag ab. Sie wird aus biologisch abbaubaren Material hergestellt. Sie wird in den Boden eingegraben. Ein bis drei Pflanzen werden in der Mitte des Geräts eingepflanzt. Die Box bleibt etwa so lange erhalten, bis die Pflanze ausreichend tiefe Wurzeln gebildet hat, um zu überleben. Die Growboxx ist eine weitere Version, die aus recyceltem Papier hergestellt wird und etwa zehnmal billiger ist.
Groasis entwickelt neben der Box weiteres Zubehör, die das Wachstum von Pflanzen in extrem unwirtlichen Gebieten unterstützen. Einen Pflanzbohrer, der die Kapillarfähigkeit des Bodens erhält, Anzuchttöpfe, die durch ihre lange Form für eine ausgeprägte Hauptwurzel sorgen, eine Schutzhülle gegen Wildverbiss, ein Bodenverbesserer auf Pilzbasis, und eine Maschine zur Mini-Terrassierung, um das Ablaufen von Regenwasser zu verhindern. Bei einer Box kann das Pflanzen eines Baumes mit der gleichzeitigen Pflanzung von Gemüse oder Blumen kombiniert werden. Dies erzeugt eine Art Mikro-Ökosystem.